# Росайт
Роса́йт (англ. Rosyth, listenⓘ; шотл. гел. Ros Saidhe) — місто на сході Шотландії, в області Файф.
Населення міста становить 12 900 осіб (2006).